# En go' ko
En go' ko er en dokumentarfilm fra 1999 instrueret af Eva Gjedsted efter manuskript af Laila Hodell.

## Handling
»En go' ko« handler om kunsten at slagte en ko. Et ældgammelt håndværk, der har været udført i Danmark i århundreder, indtil masseproduktionen satte ind. Koen slagtes i det fri, i rolige omgivelser, uden at dyret føler angst eller stress, og filmen viser omhyggeligt slagtningens forskellige faser. Billederne bliver kommenteret af en forhenværende slagtermester, Svend Bagger og af Sofie, der som mange unge er skeptisk overfor fødevareindustrien.